# Himawari 9

Primeira foto em cores feita pelo Himawari-9

O Himawari 9 é um satélite de comunicação e meteorológico geoestacionário japonês que está sendo construído pela Mitsubishi Electric. Ele será operado pelo Ministério de terras, infraestrutura, transporte e turismo (MLIT) e pela Agência Meteorológica do Japão (JMA). O satélite será baseado na plataforma DS-2000 e terá uma expectativa de vida útil de 15 anos (missão meteorológica 8 anos).

## Lançamento
O satélite está previsto para ser lançado ao espaço no ano de 2016, por meio de um veículo H-2A-202 a partir do Centro Espacial de Tanegashima. Ele terá uma massa de lançamento de 3500 kg.